# Care (band)
Care is een voormalige Britse newwaveband, opgericht door Paul Simpson en Ian Broudie in 1983 in Liverpool. Care is ontstaan na de splitsing van The Wild Swans, toen zanger Paul Simpson (ook ex-toetsenist van Teardrop Explodes) samenkwam met gitarist Ian Broudie (voorheen van Big in Japan en Original Mirrors). De eerste single werd uitgebracht in juni 1983.

## Bezetting
- Paul Simpson
- Ian Broudie

## Geschiedenis
Paul Simpson was de zanger van The Wild Swans, wiens nummers de single The Revolutionary Spirit uit 1981 bevatten. Simpson heeft gezegd dat de Care-single Whatever Possessed You oorspronkelijk door hem was geschreven als een nummer van The Wild Swans. Een album is opgenomen maar is nooit uitgebracht. De singles Whatever Possessed You, Flaming Sword (een top 50-single in het Verenigd Koninkrijk in 1983) en My Boyish Days werden in 1997 door Camden uitgebracht op het verzamelalbum Diamonds & Emeralds, waarop ook de duo's stonden op de B-kanten, onvoltooide demo's en nummers bedoeld voor Love Crowns and Crucify. Volgens AllMusic ontwikkelde Care een cult-aanhang in Japan en de Filipijnen (waar de liedjes van Care populairder waren dan in hun geboorteland Engeland), waardoor de herinnering aan de groep levend bleef. De band ging in 1985 uit elkaar na het vertrek van Simpson.
Bij het verlaten van Care formeerde Simpson opnieuw Te Wild Swans en bracht de twee albums Bringing Home the Ashes (1988, Sire) en Space Flower (1990, Sire) uit. Space Flower herenigde Broudie en Simpson, waarbij Broudie het album produceerde en gitaar speelde. Simpson trad op onder de naam Skyray van 1996 tot 2006. Hij formeerde opnieuw The Wild Swans in 2008 en bracht het nieuwe album The Coldest Winter for a Hundred Years uit (2011, Occultation Recordings). Ian Broudie formeerde eind jaren 1980 de Lightning Seeds en bracht een reeks albums uit met hits als Pure, Change, Sugarcoated Iceberg, The Life of Riley en You Showed Me. Als soloartiest bracht Broudie in 2004 zijn eerste album Tales Told uit.

## Discografie

### Compilatiealbum
- 1997: Diamonds & Emeralds

### Singles
- 1983: Flaming Sword
- 1983: My Boyish Days
- 1984: Whatever Possessed You
- 1984: Diamonds and Emeralds
- 1985: Chandeliers